# Lovro von Matačić
Lovro von Matačić, född 14 februari 1899 i Sušak i Österrike-Ungern, död 4 januari 1985 i Zagreb i Jugoslavien, var en kroatisk dirigent, känd för sina Bruckner-tolkningar. Matačić var medlem av Wiener Sängerknaben och dirigerade vid bland annat Bayreuthfestspelen 1959.